# Балей Петро Несторович
Петро Несторович Балей (нар. 16 (29) січня 1912, с. Ощів, Ґміна Долгобичув, Грубешівський повіт, Люблінське воєводство — 27 вересня 2003, Кларк, США) — член ОУН, український письменник, перекладач, журналіст, почесний доктор НаУКМА з 2001 р.

## Життєпис
Народився 29 січня 1912 року у селі Ощів тодішнього Грубешівського повіту на Холмщині.
Закінчив Сокальську гімназію у 1932 році. Навчався на правничо-економічному факультеті Люблінського університету (тепер Люблінський католицький університет), здобув диплом магістра (1939).
Провідний діяч ОУН на території повіту. У 1934 році заарештований і засланий до концтабору в Березі Картузькій.
Вийшов на волю в січні наступного року. Відбув практику в Белзі. У 1941 р. був ув'язнений у Кракові, перебував у нацистському концтаборі Аушвіц (1941—1944). У повоєнний час працював директором і співредактором у видавництві тижневика «Українська трибуна» (1946—1948, Мюнхен). У 1949 р. виїхав до США, оселився у Каліфорнії. Заробляв спершу фізичною працею, згодом відкрив власне бюро земельного планування та інженерних робіт, очолював будівельний кооператив (1977—1985).
У 2001 році став почесним доктором НаУКМА.

## Творчість
Друкувався в часописах і газетах «Сучасність», «Визвольний шлях», «Арка», «Свобода», «Америка», «Українські вісті». Після переїзду до США відійшов від літературного життя.
Автор книги «Альбом політв'язня» (1946), збірки оповідань і повістей «Пан» (1948, 1984); науково-публіцистичних праць «Фронда Степана Бандери в ОУН 1940 р.» (1996), «Голос із діаспори в Україну» (1997), «Без ідеологічного самодурства» (1992) та ін.
Окремі видання:
- Балей П. Без ідеологічного самодурства. — Лос-Анджелес; Балтимор: Смолоскип, 1992. — 765 с.
- Балей П. Голос із діаспори в Україну. — Лас-Вегас, 1997. — 224 с.
- Балей П. Марксизм: утопія в теорії і терор у практиці. 2-е вид. — К. : Смолоскип, 2003. — 728 с.
- Балей П. Обезвласнене суспільство. — Лос-Анджелес : Вид. укр. культ. осередку, 1981. — 686 с.
- Балей П. Фронда Степана Бандери в ОУН 1940 р.: Причини і наслідки. — К., 1996. — 244 с.

## Родичі
Балей Вірко Петрович (нар. 21 жовтня 1938, Радехів) — українсько-американський диригент, піаніст, композитор, музичний діяч.